# Teoria GNS
Teoria GNS – stworzona przez Rona Edwardsa jest stosunkowo szeroką pracą usiłującą stworzyć teorię działania gier fabularnych. Podstawowym założeniem teorii jest podział graczy na gamistów, narracjonistów i symulacionistów, od którego teoria ta wzięła swą nazwę. 